# Dance Dance Dance (seconda edizione)
La seconda edizione di Dance Dance Dance è in onda dal 17 gennaio 2018 in prima tv su Fox Life e in differita anche sul canale del digitale terrestre TV8. 
Ad apertura di ogni puntata si esibisce in una coreografia originale insieme al corpo di ballo anche la presentatrice Andrea Delogu (nell'episodio 6 Nicolò De Devitiis, nell'episodio 7 il direttore artistico Laccio). 
Il Dance Off, a differenza dell'edizione precedente, si svilupperà a fine di ogni puntata e non in principio della puntata successiva. A differenza dell'anno successivo il duello per poter rimanere in gara si effettuerà sulla medesima coreografia.

## Concorrenti
| Formazione | Formazione                               | Formazione | Formazione                               | Esito                          |
| ---------- | ---------------------------------------- | ---------- | ---------------------------------------- | ------------------------------ |
|            | Giulio Berruti attore                    |            | Cristina Marino attrice                  | Vincitori                      |
|            | Silvia Provvedi cantante delle Donatella |            | Giulia Provvedi cantante delle Donatella | Finalisti                      |
|            | Roberta Ruiu fashion editor              |            | Tommaso Zorzi influencer                 | Eliminati alla nona puntata    |
|            | Dino Abbrescia attore                    |            | Susy Laude attrice                       | Eliminati alla settima puntata |
|            | Carlotta Ferlito ginnasta                |            | Frank Chamizo lottatore                  | Eliminati alla quinta puntata  |
|            | Michelangelo Tommaso attore              |            | Samanta Piccinetti attrice               | Eliminati alla quarta puntata  |
|            | Marco Delvecchio allenatore di calcio    |            | Federica Delvecchio studentessa          | Eliminati alla terza puntata   |
|            | Luca Marin nuotatore                     |            | Valentina Pegorer attrice                | Eliminati alla seconda puntata |

## Tabella delle eliminazioni
Coppia vincitrice del programma
    Coppia prima in classifica
    Coppia eliminata dalla gara
    Coppia non in gara
    Coppia a rischio Dance Off
|                              | S1      | S2      | S3      | S4      | S5      | S6      | S7       | S8      | Semifinale | Finale   |
| ---------------------------- | ------- | ------- | ------- | ------- | ------- | ------- | -------- | ------- | ---------- | -------- |
| Giulio & Cristina            | 6° 26.0 | 4° 58.5 | 1° 30.0 | 5° 25.5 | 1° 30.0 | 4° 57.5 | 2° 121.0 | 2° 62.0 | 1° 100.5   | 1° 105.5 |
| Le Donatella Silvia & Giulia | 3° 29.5 | 5° 58.0 | 1° 30.0 | 1° 32.0 | 3° 29.5 | 2° 60.5 | 1° 125.5 | 1° 75.0 | –          | 2° 101.5 |
| Tommaso & Roberta            | 4° 28.0 | 7° 53.5 | 5° 28.0 | 4° 26.5 | 4° 26.5 | 1° 61.5 | 3° 117.5 | 2° 62.0 | 2° 95.5    |          |
| Dino & Susy                  | 1° 32.0 | 1° 61.5 | 7° 24.0 | 3° 30.5 | 1° 30.0 | 3° 60.0 | 4° 115.0 |         |            |          |
| Carlotta & Frank             | 2° 31.0 | 2° 60.0 | 4° 29.0 | 2° 31.5 | 5° 25.5 |         |          |         |            |          |
| Michelangelo & Samanta       | 5° 26.5 | 6° 55.5 | 3° 29.5 | 6° 25.0 |         |         |          |         |            |          |
| Marco & Federica             | 6° 26.0 | 3° 59.5 | 6° 27.0 |         |         |         |          |         |            |          |
| Luca & Valentina             | 8° 23.5 | 8° 47.0 |         |         |         |         |          |         |            |          |

## Dettaglio puntate

### Settimana 1
17 gennaio
| Ordine | Coppia                 | Canzone                                      | Punteggio dei giudici | Punteggio dei giudici | Punteggio dei giudici | Punteggio dei giudici | Punteggio totale |
| Ordine | Coppia                 | Canzone                                      | Tommasini             | Incontrada            | Lettieri              | Ezralow               | Punteggio totale |
| ------ | ---------------------- | -------------------------------------------- | --------------------- | --------------------- | --------------------- | --------------------- | ---------------- |
| 1      | Marco & Federica       | Timber – Pitbull ft. Kesha                   | 6.0                   | 6.0                   | 7.0                   | 7.0                   | 26.0             |
| 2      | Giulio & Cristina      | Versace on the Floor – Bruno Mars            | 7.0                   | 7.0                   | 6.0                   | 6.0                   | 26.0             |
| 3      | Tommaso & Roberta      | California Gurls – Katy Perry ft. Snoop Dogg | 10.0                  | 5.5                   | 5.5                   | 7.0                   | 28.0             |
| 4      | Dino & Susy            | Hey Ya! – OutKast                            | 7.5                   | 9.0                   | 7.5                   | 8.0                   | 32.0             |
| 5      | Frank & Carlotta       | Hey Mama – David Guetta ft. Nicki Minaj      | 8.0                   | 8.0                   | 7.5                   | 7.5                   | 31.0             |
| 6      | Michelangelo & Samanta | A Lovely Night – Justin Hurwitz (La La Land) | 7.0                   | 6.0                   | 7.0                   | 6.5                   | 26.5             |
| 7      | Luca & Valentina       | Bye Bye Bye – NSYNC                          | 5.5                   | 5.5                   | 6                     | 6.5                   | 23.5             |
| 8      | Silvia & Giulia        | Lose My Breath – Destiny's Child             | 8.0                   | 6.5                   | 7.5                   | 7.5                   | 29.5             |

### Settimana 2
24 gennaio
Intro: Million Reasons – Lady Gaga
| Ordine    | Coppia                 | Canzone                                                 | Punteggio dei giudici | Punteggio dei giudici | Punteggio dei giudici | Punteggio dei giudici | Punteggio totale | Totale (S1+S2) |
| Ordine    | Coppia                 | Canzone                                                 | Tommasini             | Incontrada            | Lettieri              | Ezralow               | Punteggio totale | Totale (S1+S2) |
| --------- | ---------------------- | ------------------------------------------------------- | --------------------- | --------------------- | --------------------- | --------------------- | ---------------- | -------------- |
| 1         | Silvia & Giulia        | Shake a Tail Feather – Ray Charles (The Blues Brothers) | 6.0                   | 7.5                   | 7.5                   | 8.0                   | 28.5             | 58.0           |
| 2         | Michelangelo & Samanta | It's Oh So Quiet – Björk                                | 7.0                   | 7.0                   | 7.5                   | 7.5                   | 29.0             | 55.5           |
| 3         | Frank & Carlotta       | It's like That – Run DMC                                | 5.5                   | 8.0                   | 8.0                   | 7.5                   | 29.0             | 60.0           |
| 4         | Luca & Valentina       | Il mio giorno migliore – Giorgia                        | 6.0                   | 6.0                   | 6.0                   | 5.5                   | 23.5             | 47.0           |
| 5         | Tommaso & Roberta      | Hips Don't Lie – Shakira ft. Wyclef Jean                | 6.0                   | 5.0                   | 7.5                   | 7.0                   | 25.5             | 53.5           |
| 6         | Marco & Federica       | Papaoutai – Stromae                                     | 9.0                   | 8.0                   | 8.0                   | 8.5                   | 33.5             | 59.5           |
| 7         | Dino & Susy            | Wake Me Up Before You Go Go – Wham!                     | 8.0                   | 7.5                   | 6.5                   | 7.5                   | 29.5             | 61.5           |
| 8         | Giulio & Cristina      | Temperature – Sean Paul                                 | 8.0                   | 8.0                   | 8.0                   | 8.5                   | 32.5             | 58.5           |
| Dance Off |                        |                                                         |                       |                       |                       |                       |                  |                |
| 1         | Luca & Valentina       | Hung Up – Madonna                                       |                       |                       |                       |                       | 24.5             | Eliminati      |
| 2         | Tommaso & Roberta      | Hung Up – Madonna                                       |                       |                       |                       |                       | 27               | Salvi          |

### Settimana 3
31 gennaio
Intro: Would I Lie to You? – John Gibbons
Particolarità: Solo uno dei due componenti della coppia gareggia in questa puntata
| Ordine    | Coppia           | Canzone                                           | Punteggio dei giudici | Punteggio dei giudici | Punteggio dei giudici | Punteggio dei giudici | Punteggio totale |
| Ordine    | Coppia           | Canzone                                           | Tommasini             | Incontrada            | Lettieri              | Ezralow               | Punteggio totale |
| --------- | ---------------- | ------------------------------------------------- | --------------------- | --------------------- | --------------------- | --------------------- | ---------------- |
| 1         | Roberta          | Can't Get You out of My Head – Kylie Minogue      | 6.0                   | 6.5                   | 8.0                   | 7.5                   | 28.0             |
| 2         | Carlotta         | Chandelier – Sia                                  | 7.0                   | 8.5                   | 7.0                   | 6.5                   | 29.0             |
| 3         | Marco            | Beautiful Monster – Ne-Yo                         | 7.0                   | 6.5                   | 6.5                   | 7.0                   | 27.0             |
| 4         | Silvia           | Bang Bang – Jessie J, Ariana Grande e Nicki Minaj | 6.5                   | 8.0                   | 8.0                   | 7.5                   | 30.0             |
| 5         | Dino             | Step In Time – Dick Van Dyke (Mary Poppins)       | 6.0                   | 6.0                   | 5.5                   | 6.5                   | 24.0             |
| 6         | Giulio           | Talk Dirty – Jason Derulo ft. 2 Chainz            | 7.0                   | 7.0                   | 8.5                   | 7.5                   | 30.0             |
| 7         | Michelangelo     | Suit & Tie – Justin Timberlake ft. Jay-Z          | 6.5                   | 8.0                   | 7.5                   | 7.5                   | 29.5             |
| Dance Off |                  |                                                   |                       |                       |                       |                       |                  |
| 1         | Dino & Susy      | Think – Aretha Franklin (Blues Brothers)          |                       |                       |                       | 28.0                  | Salvi            |
| 2         | Marco & Federica | Think – Aretha Franklin (Blues Brothers)          |                       |                       |                       | 27.5                  | Eliminati        |

### Settimana 4
14 febbraio
Intro: La differenza tra me e te – Tiziano Ferro
| Ordine    | Coppia                 | Canzone                                   | Punteggio dei giudici | Punteggio dei giudici | Punteggio dei giudici | Punteggio dei giudici | Punteggio totale |
| Ordine    | Coppia                 | Canzone                                   | Tommasini             | Incontrada            | Lettieri              | Ezralow               | Punteggio totale |
| --------- | ---------------------- | ----------------------------------------- | --------------------- | --------------------- | --------------------- | --------------------- | ---------------- |
| 1         | Susy                   | All That Jazz                             | 8.0                   | 7.5                   | 7.0                   | 8.0                   | 30.5             |
| 2         | Frank                  | 24k Magic – Bruno Mars                    | 7.0                   | 8.5                   | 8.5                   | 7.5                   | 31.5             |
| 3         | Giulia                 | Telephone – Lady Gaga                     | 9.0                   | 8.0                   | 7.5                   | 7.5                   | 32.0             |
| 4         | Samanta                | Dark Horse – Katy Perry ft. Juicy J       | 5.0                   | 6.5                   | 6.5                   | 7.0                   | 25.0             |
| 5         | Cristina               | Flashdance... What a Feeling – Flashdance | 6.0                   | 6.5                   | 6.0                   | 7.0                   | 25.5             |
| 6         | Tommaso                | Greased Lightnin' – Grease                | 6.0                   | 7.0                   | 7.0                   | 6.5                   | 26.5             |
| Dance Off |                        |                                           |                       |                       |                       |                       |                  |
| 1         | Cristina & Giulio      | Survivor – Destiny's Child                |                       |                       |                       | 30.0                  | Salvi            |
| 2         | Michelangelo & Samanta | Survivor – Destiny's Child                |                       |                       |                       | 28.0                  | Eliminati        |

### Settimana 5
21 febbraio
Intro: Roma-Bangkok/Voglio ballare con te/Aspettavo solo te - Baby K (live)
| Ordine    | Coppia            | Canzone                                                    | Punteggio dei giudici | Punteggio dei giudici | Punteggio dei giudici | Punteggio dei giudici | Punteggio totale |
| Ordine    | Coppia            | Canzone                                                    | Tommasini             | Incontrada            | Lettieri              | Ezralow               | Punteggio totale |
| --------- | ----------------- | ---------------------------------------------------------- | --------------------- | --------------------- | --------------------- | --------------------- | ---------------- |
| 1         | Dino & Susy       | Solo Dance - Martin Jensen                                 | 8.0                   | 7.0                   | 7.5                   | 7.5                   | 30.0             |
| 2         | Silvia & Giulia   | Intoxicated – Martin Solveig                               | 6.0                   | 8.0                   | 8.0                   | 7.5                   | 29.5             |
| 3         | Giulio & Cristina | What About Us – Pink (cantante)                            | 7.0                   | 7.5                   | 8.5                   | 7.0                   | 30.0             |
| 4         | Tommaso & Roberta | Yeah! – Usher                                              | 6.0                   | 6.0                   | 7.5                   | 7.0                   | 26.5             |
| 5         | Frank & Carlotta  | Kids – Robbie Williams & Kylie Minogue                     | 6.0                   | 6.5                   | 6.5                   | 6.5                   | 25.5             |
| Dance Off |                   |                                                            |                       |                       |                       |                       |                  |
| 1         | Frank & Carlotta  | Uptown Funk/Formation – Bruno Mars/Beyoncé (Super Bowl 50) |                       |                       |                       | 28.0                  | Eliminati        |
| 2         | Tommaso & Roberta | Uptown Funk/Formation – Bruno Mars/Beyoncé (Super Bowl 50) |                       |                       |                       | 28.5                  | Salvi            |

### Settimana 6
28 febbraio
Intro:  Best Friend - Sofi Tukker, NERVO e The Knocks

Altre performance: Deborah Lettieri in Partition (Beyoncé)
| Ordine | Coppia            | Canzone                                          | Punteggio dei giudici | Punteggio dei giudici | Punteggio dei giudici | Punteggio dei giudici | Punteggio totale | Totale S6 |
| Ordine | Coppia            | Canzone                                          | Tommasini             | Incontrada            | Lettieri              | Ezralow               | Punteggio totale | Totale S6 |
| ------ | ----------------- | ------------------------------------------------ | --------------------- | --------------------- | --------------------- | --------------------- | ---------------- | --------- |
| 1      | Silvia & Giulia   | SexyBack – Justin Timberlake ft. Timbaland       | 7.0                   | 7.0                   | 8.0                   | 7.0                   | 29.0             |           |
| 1      | Tommaso & Roberta | SexyBack – Justin Timberlake ft. Timbaland       | 7.0                   | 7.5                   | 7.5                   | 7.0                   | 29.0             |           |
| 1      | Giulio & Cristina | SexyBack – Justin Timberlake ft. Timbaland       | 7.0                   | 6.5                   | 7.5                   | 8.0                   | 29.0             |           |
| 1      | Dino & Susy       | SexyBack – Justin Timberlake ft. Timbaland       | 8.0                   | 7.0                   | 6.5                   | 8.5                   | 30.0             |           |
|        |                   |                                                  |                       |                       |                       |                       |                  |           |
| 2      | Roberta           | I'm a Slave 4 U – Britney Spears                 | 8.0                   | 8.5                   | 8.0                   | 8.0                   | 32.5             | 61.5      |
| 3      | Giulio            | Take Me to Church – Hozier ft. Sergei Polunin    | 5.0                   | 8.5                   | 7.5                   | 7.5                   | 28.5             | 57.5      |
| 4      | Silvia            | Beautiful Trauma – Pink (cantante) (lyric video) | 9.0                   | 8.0                   | 6.5                   | 8.0                   | 31.5             | 60.5      |
| 5      | Susy              | Hideaway – Kiesza                                | 7.0                   | 7.5                   | 8.0                   | 7.5                   | 30.0             | 60.0      |

### Settimana 7
7 marzo
Intro: Come neve - Giorgia e Marco Mengoni
| Ordine    | Coppia            | Canzone                                                       | Punteggio dei giudici | Punteggio dei giudici | Punteggio dei giudici | Punteggio dei giudici | Punteggio totale | Totale (S6+S7) |
| Ordine    | Coppia            | Canzone                                                       | Tommasini             | Incontrada            | Lettieri              | Ezralow               | Punteggio totale | Totale (S6+S7) |
| --------- | ----------------- | ------------------------------------------------------------- | --------------------- | --------------------- | --------------------- | --------------------- | ---------------- | -------------- |
| 1         | Cristina          | Where Have You Been – Rihanna                                 | 7.0                   | 9.0                   | 8.0                   | 7.5                   | 31.5             |                |
| 2         | Dino              | Freedom – Pharrell Williams (MTV EMA 2015)                    | 8.0                   | 7.0                   | 6.5                   | 7.0                   | 28.5             |                |
| 3         | Giulia            | While My Guitar Gently Weeps – The Beatles (Cirque du Soleil) | 7.5                   | 8.5                   | 9.0                   | 6.5                   | 31.5             |                |
| 4         | Tommaso           | Swalla – Jason Derulo ft. Nicki Minaj                         | 6.5                   | 7.5                   | 7.0                   | 7.0                   | 28               |                |
|           |                   |                                                               |                       |                       |                       |                       |                  |                |
| 5         | Silvia & Giulia   | Can't Hold Us – Macklemore & Ryan Lewis ft. Ray Dalton        | 8.0                   | 9.0                   | 8.5                   | 8.0                   | 33.5             | 125.5          |
| 5         | Tommaso & Roberta | Can't Hold Us – Macklemore & Ryan Lewis ft. Ray Dalton        | 6.5                   | 7.0                   | 7.5                   | 7.0                   | 28.0             | 117.5          |
| 5         | Dino & Susy       | Can't Hold Us – Macklemore & Ryan Lewis ft. Ray Dalton        | 7.0                   | 6.0                   | 6.5                   | 7.0                   | 26.5             | 115.0          |
| 5         | Giulio & Cristina | Can't Hold Us – Macklemore & Ryan Lewis ft. Ray Dalton        | 7.5                   | 9.5                   | 7.5                   | 7.5                   | 32.0             | 121.0          |
| Dance Off |                   |                                                               |                       |                       |                       |                       |                  |                |
| 1         | Dino & Susy       | Scream – Michael Jackson ft. Janet Jackson                    | 6.0                   | 6.0                   | 6.5                   | 7.0                   | 25.5             | Eliminati      |
| 2         | Tommaso & Roberta | Scream – Michael Jackson ft. Janet Jackson                    | 5.5                   | 5.5                   | 7.5                   | 7.5                   | 26.0             | Salvi          |

### Settimana 8
14 marzo
Intro: Your Song/Who Wants to Live Forever/In the Name of Love - Lorenzo Licitra (live)
| Ordine | Coppia   | Canzone                                    | Punteggio dei giudici | Punteggio dei giudici | Punteggio dei giudici | Punteggio dei giudici | Punteggio totale | Totale S8 |
| Ordine | Coppia   | Canzone                                    | Tommasini             | Incontrada            | Lettieri              | Ezralow               | Punteggio totale | Totale S8 |
| ------ | -------- | ------------------------------------------ | --------------------- | --------------------- | --------------------- | --------------------- | ---------------- | --------- |
| 1      | Roberta  | Run the World (Girls) - Beyoncé            | 7.0                   | 7.0                   | 7.5                   | 7.5                   | 29.0             |           |
| 2      | Cristina | Single Ladies (Put a Ring on It) - Beyoncé | 7.5                   | 6.5                   | 7.0                   | 7.0                   | 28.0             |           |
| 3      | Giulia   | Ring the Alarm - Beyoncé (MTV VMA 2006)    | 10.0                  | 10.0                  | 9.0                   | 8.5                   | 37.5             |           |
|        |          |                                            |                       |                       |                       |                       |                  |           |
| 4      | Tommaso  | Ghosts - Michael Jackson                   | 9.5                   | 7.5                   | 8.0                   | 8.0                   | 33.0             | 62.0      |
| 5      | Giulio   | Dangerous - Michael Jackson                | 9.0                   | 9.5                   | 7.5                   | 8.0                   | 34.0             | 62.0      |
| 6      | Silvia   | Thriller/Immortal - Michael Jackson        | 9.5                   | 10.0                  | 9.0                   | 9.0                   | 37.5             | 75.0      |

### Settimana 9
21 marzo
Intro:  Filthy - Justin Timberlake

Altre performance: Claudia Gerini in Give It Me Come On (Super DJ Pimp)
| Ordine | Coppia            | Canzone                                                                   | Punteggio dei giudici | Punteggio dei giudici | Punteggio dei giudici | Punteggio dei giudici | Punteggio totale | Totale |
| Ordine | Coppia            | Canzone                                                                   | Tommasini             | Incontrada            | Lettieri              | Ezralow               | Punteggio totale | Totale |
| ------ | ----------------- | ------------------------------------------------------------------------- | --------------------- | --------------------- | --------------------- | --------------------- | ---------------- | ------ |
| 1      | Tommaso           | Uptown Funk/Treasure/Locked Out of Heaven - Bruno Mars (Super Bowl 48)    | 7.0                   | 7.5                   | 7.0                   | 8.0                   | 29.5             |        |
| 2      | Cristina          | Don't Stop the Music/We Found Love/Pon de Replay - Rihanna (MTV VMA 2016) | 8.0                   | 8.0                   | 7.5                   | 8.0                   | 31.5             |        |
|        |                   |                                                                           |                       |                       |                       |                       |                  |        |
| 3      | Roberta           | I'm a Slave 4 U – Britney Spears                                          | 8.0                   | 8.0                   | 9.0                   | 8.5                   | 33.5             | 63.0   |
| 4      | Giulio            | Take Me to Church – Hozier ft. Sergei Polunin                             | 6.0                   | 8.0                   | 8.0                   | 8.5                   | 30.5             | 62.0   |
|        |                   |                                                                           |                       |                       |                       |                       |                  |        |
| 5      | Tommaso & Roberta | Basta così - Negramaro ft. Elisa                                          | 9.0                   | 8.5                   | 7.5                   | 7.5                   | 32.5             | 95.5   |
| 6      | Giulio & Cristina | Luce - Elisa                                                              | 10.0                  | 10.0                  | 9.0                   | 9.5                   | 38.5             | 100.5  |

### Settimana 10
28 marzo
Intro: Medley - Ring the Alarm/Toxic/Thriller/Vogue/The Edge of Glory
| Ordine | Coppia            | Canzone                                                                   | Punteggio dei giudici | Punteggio dei giudici | Punteggio dei giudici | Punteggio dei giudici | Punteggio totale | Totale |
| Ordine | Coppia            | Canzone                                                                   | Tommasini             | Incontrada            | Lettieri              | Ezralow               | Punteggio totale | Totale |
| ------ | ----------------- | ------------------------------------------------------------------------- | --------------------- | --------------------- | --------------------- | --------------------- | ---------------- | ------ |
| 1      | Silvia & Giulia   | Lose My Breath - Destiny's Child                                          | 8.0                   | 7.5                   | 8.0                   | 7.5                   | 31.0             |        |
| 2      | Giulio & Cristina | Temperature - Sean Paul                                                   | 9.0                   | 8.0                   | 8.5                   | 8.5                   | 34.0             |        |
|        |                   |                                                                           |                       |                       |                       |                       |                  |        |
| 3      | Silvia            | Puttin' on the Ritz - Fred Astaire (Cieli azzurri)                        | 10.0                  | 9.5                   | 8.5                   | 8.5                   | 36.5             | 67.5   |
| 4      | Giulio            | Applause - Lady Gaga                                                      | 10.0                  | 10.0                  | 8.5                   | 8.5                   | 37.0             | 71     |
|        |                   |                                                                           |                       |                       |                       |                       |                  |        |
| 5      | Silvia & Giulia   | Love Never Felt So Good - Michael Jackson ft. Usher (iHeartRadio MA 2014) | 8.0                   | 8.5                   | 9.0                   | 8.5                   | 34.0             | 101.5  |
| 6      | Giulio & Cristina | Where Are Ü Now - Skrillex, Diplo e Justin Bieber                         | 9.0                   | 8.5                   | 8.5                   | 8.5                   | 34.5             | 105.5  |

## Ascolti

### Ascolti Fox Life
In onda il mercoledì in prima serata, in prima visione. A causa del Festival di Sanremo, la quarta puntata viene slittata alla settimana successiva, sia su Fox Life che su TV8.
| Puntata | Data             | Telespettatori | Share |
| ------- | ---------------- | -------------- | ----- |
| Prima   | 17 gennaio 2018  | N/C            | N/C   |
| Seconda | 24 gennaio 2018  | 186.000        | 0,19% |
| Terza   | 31 gennaio 2018  | 124.000        | 0,50% |
| Quarta  | 14 febbraio 2018 | N/C            | N/C   |
| Quinta  | 21 febbraio 2018 | N/C            | N/C   |
| Sesta   | 28 febbraio 2018 | 224.000        | N/C   |
| Settima | 7 marzo 2018     | N/C            | N/C   |
| Ottava  | 14 marzo 2018    | N/C            | N/C   |

### Ascolti TV8
In onda il venerdì in prima serata (1-7 puntata) e seconda serata (8-10), è in differita. 
| Punata  | Data             | Telespettatori | Share |
| ------- | ---------------- | -------------- | ----- |
| Prima   | 19 gennaio 2018  | 436.000        | 1,80% |
| Seconda | 26 gennaio 2018  | 446.000        | 1,90% |
| Terza   | 2 febbraio 2018  | 378.000        | 1,60% |
| Quarta  | 16 febbraio 2018 | 269.000        | 1,20% |
| Quinta  | 23 febbraio 2018 | 294.000        | 1,20% |
| Sesta   | 2 marzo 2018     | 316.000        | 1,30% |